# Tanja Berg
Tanja Berg ist der Künstlername von Ute Kannenberg (* 11. September 1941 in Berlin), unter dem sie als deutsche Schlagersängerin bekannt geworden ist.

## Leben
Sie wuchs in Berlin-Pankow auf und sang schon im Alter von 15 Jahren im Jugendklub in einer Band, die Skiffle, Dixieland und Jazz spielte. Dann trat sie in der im DDR-Fernsehen übertragenen Castingshow Herzklopfen kostenlos von Heinz Quermann auf. Der Mauerbau am 13. August 1961 überraschte sie bei einem Kurzbesuch in West-Berlin. Trotz ihres Ausbildungsvertrags beim Berliner Rundfunk gab sie alles in Ost-Berlin auf und musste mit diversen Jobs in West-Berlin ganz von vorne anfangen.

### Auf der Bühne
Ab 1962 studierte sie klassischen Gesang bei Walter Hauck am Städtischen Konservatorium Berlin. Wegen gleichzeitigen Engagements als Sängerin bei den Red Onions, dann bei der Firestone Band im damaligen Berliner Jazzclub Riverboat und Auftritten in der Jazzgalerie mit Leo Wright, Oscar Pettiford, Ack van Rooyen und Benny Bailey erfolgte 1964 ihre Exmatrikulation und Rückforderung des Stipendiums, da zu dieser Zeit Jazz während des klassischen Gesangsstudiums noch keine Akzeptanz als Musikgattung hatte, zudem als kontraproduktiv galt. Ihre Prüfungen wurden später für den nachgeholten Abschluss anerkannt.
Als Tanja Berg veröffentlichte sie – unterstützt vom Filmkomponisten Martin Böttcher – 1964 ihre erste Single und sang zum Film Das Phantom von Soho die Titelmelodie (Musik: Martin Böttcher). Ebenso sang sie 1966 die Titelmelodie zu dem Film Lange Beine – lange Finger mit Senta Berger (Musik: Martin Böttcher, Text: Ingeborg Esterer). Als sie dem Erfolgskomponisten Heino Gaze auffiel, erschien bei Polydor eine Single unter dem Titel Nacht für Nacht (1965). Im Beat-Club Nr. 2 vom 30. Oktober 1965 trat sie als Gast-Sängerin der Phantoms auf. Sie sang weiterhin im Riverboat und erhielt Anfang 1968 einen Auftritt in der ARD-Show Talentschuppen. Im Riverboat wurde 1969 Jack White auf sie aufmerksam und nahm sie unter Vertrag. Mit ihren Singles wurde sie von 1970 bis 1973 sechsmal in der ZDF-Hitparade vorgestellt. Auch arbeitete sie mit dem SFB- und dem RIAS-Tanzorchester zusammen. 1971 hatte sie über drei Monate hinweg Engagements und Jazzsessions unter anderem mit Herbie Mann und Sony Sharrock im New Yorker Jazzclub Village Vanguard und in Chicago ein einmonatiges Engagement mit Gesangsauftritten in sechs Sprachen.
Trotz ihrer erfolgreichen Auftritte, Diskotheken-Tourneen und zahlreichen Fan-Clubs kehrte sie 1974 der Schlagerwelt den Rücken, als sie den Eindruck gewann, dass Jack White sein Versprechen, sie mehr in Richtung Jazz zu fördern, nicht einlöste. Sie sang nun in der Rockband Metropolis, mit der sie 1973 bei der Plattenfirma Ariola die LP "Metropolis" produzierte. Als die Band sich 1974 auflöste, reiste sie nach Thailand und zum Bergtrekking nach Nepal. Von Tony Atkins produziert, kehrte sie 1975 mit neuem Image in die Pop-Musik zurück. Nach negativen Schlagzeilen in der Presse und Missachtung ihrer Privatsphäre zog sie sich jedoch endgültig aus dem Showgeschäft zurück. Wegen ihrer tiefen und intensiven Stimme wurde sie auch als die jüngste Zarah Leander bezeichnet.
Zu ihren bekanntesten Titeln gehören Ich hab' dir nie den Himmel versprochen und Die nächste Liebe kommt bestimmt. Mit beiden Singles kam Tanja Berg 1972 in die Verkaufscharts. Ihr Titel Diamanten sind für immer war eine deutsche Version des James-Bond-Titelliedes Diamonds Are Forever.
Im Laufe der Jahrzehnte entwickelten sich die zwei Chart-Titel zu Evergreens, die noch regelmäßig bei den meisten Rundfunkanstalten in Deutschland gespielt werden. Weitere Singles waren unter anderem noch Das Herz, das du brichst, Vergessen ist leichter gesagt als getan, Eine Herde wilder Pferde, Darling, denk daran oder Hey Baby, kannst du’s nicht lassen (eine Coverversion mit ihrem eigenen Text von Lou Reeds Walk on the Wild Side). Dabei arbeitete sie mit den Musikern der Rock-Bands If und Steely Dan während der Studioaufnahmen in London zusammen. Außerdem sang sie in der Berliner Jazz-Rock-Gruppe Os Mundi und spielte Percussion.

### Nach dem Showgeschäft

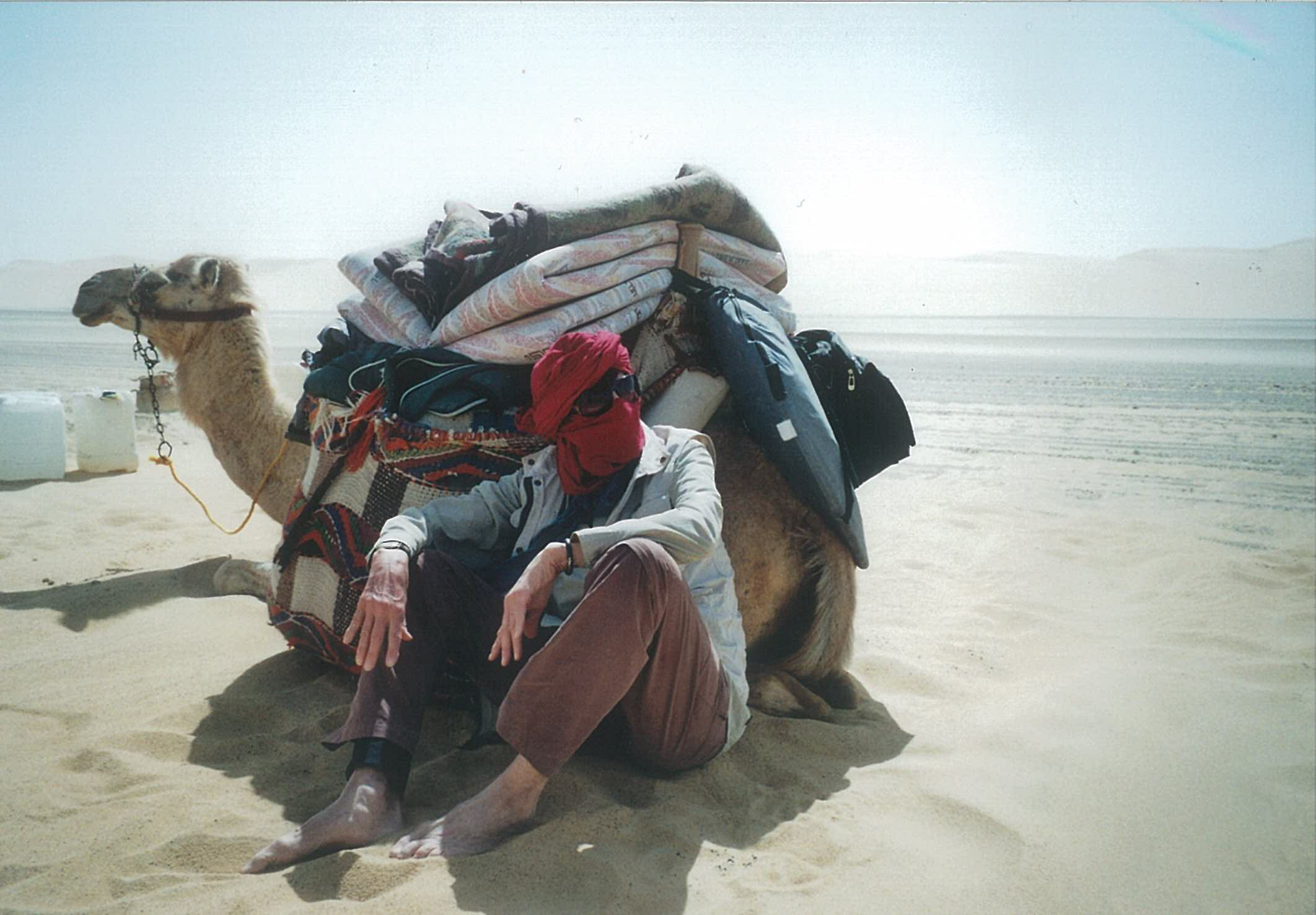
2011 in der Großen Sandwüste (Ägypten)

1977 reiste sie mit einer Gruppe engagierter Frauen im Zug von Berlin nach Peking; der aus dieser Reise entstandene und von ihr geschriebene vierteilige China-Report erschien in tip – Stadtmagazin für Berlin. Nicht mehr im Showgeschäft, besuchte sie die Staatliche Fachschule für Erzieher und erreichte auf dem zweiten Bildungsweg 1978 die Hochschulreife. Ihr Studium der Sozialpädagogik und Psychologie schloss sie 1982 „mit Auszeichnung“ ab. Dann arbeitete sie engagiert für Strafgefangene, Prostituierte, Obdachlose und sogenannte „schwer erziehbare“ Kinder an sozialen Brennpunkten.
Mit George Tabori und dem Komponisten Stanley Walden arbeitete sie 1979 in München und Berlin unter anderem in George Taboris Theaterstück Mother’s Courage für die Münchner Kammerspiele und das Münchner Theaterfestival 1980. Im selben Jahr erhielt sie den 2. Preis der Deutschen Phonoakademie mit der Münchener Band Bullit. 1981 entstand beim Saarländischen Rundfunk der Fernsehfilm Beruf Schlagersängerin und bis 1986 war sie Mitglied der freien Theatergruppe Zan Pollo Theater in Berlin. 1983 publizierte sie ihre Erfahrungen mit der Schlagerwelt. 1984 war sie Mitgründerin der Experimental-Audio-Art-Gruppe Transit Communication, die die Audio-Art-Stücke Robinsonate für WDR und Corpus Delicti für RIAS Berlin und den Bayerischen Rundfunk unter der Regie von Götz Naleppa produzierte. 1986 und 1988 wirkte sie neben Inga Rumpf als Dozentin beim Internationalen Frauenrocktreffen mit.
1990 arbeitete sie zusammen mit der Sängerin Urszula Dudziak (New York) während der Sommerakademie Remscheid für Jazz und Rock zum Thema Neue vokale Ausdrucksformen mit Hilfe elektronischer Umformung der menschlichen Stimme. Ab 1990 wirkte sie als Synchronsprecherin für diverse Firmen wie Arri Contrast, Hermes oder Arena Synchron.
Im Karnataka College of Percussion in Bangalore/Indien studierte sie Anfang 1994 bei der Sängerin R. A. Ramamani südindische Musik.
Beim RIAS-Berlin, heute Deutschlandradio, arbeitete sie als Journalistin und Moderatorin, schrieb Sendungen und Features und machte Hörspiele. Bis Juni 2013 moderierte sie auch im Deutschlandradio Kultur die Sendung Tonart – Jazz.
Ute Kannenberg ist seit 1997 Dozentin für Jazzgesang und Stimmbildung an der Musikschule Friedrichshain/Kreuzberg.
1997 reiste sie nach Tanger/Marokko zu dem amerikanischen Schriftsteller und Komponisten Paul Bowles, dessen Werke sie alle gelesen hatte und dessen Vorliebe für die Wüste sie teilte, um ihn von der Projektidee, seine Erzählung „Allal“ mit Musiker, Tänzerin, Sprecher und Gesang als Theaterperformance auf die Bühne zu bringen, vorzutragen. Aus diesem Besuch entstand die CD Kannenberg on purpose – special appearance Paul Bowles .
Mit dem Journalistenkollegen Willi Meyer (SWR) erstellte sie 1998 für den Sender ARTE ein mehrstündiges Fernseh-Interview und -Feature mit und über Joachim Ernst Berendt.
Reisen in die Wüste und Auszeiten im Kloster Huysburg gehören zu ihrem Jahresprogramm. Obwohl sie seit Jahren unter nicht therapierbarem Tinnitus leidet, tritt sie weiterhin als Sängerin in der seit Jahrzehnten bei Insidern geschätzten Berliner Funk-Jazz-Latin-Rock-Band RIFF in Erscheinung.

## Diskografie

### Alben
| Veröffentlichung | Titel                                                                 | Titelliste |
| ---------------- | --------------------------------------------------------------------- | --- |
| 1972             | Tanja Berg Ich hab’ dir nie den Himmel versprochen                    | 1. Die nächste Liebe kommt bestimmt 2. Wann kommt er zu mir 3. Kann ich dich denn nie vergessen (deutsche Fassung von 'The same old feeling; Interpreten: Pickettywitch) 4. Ich hab’ dir nie den Himmel versprochen 5. Eine Herde wilder Pferde 6. Na Na Hey Hey Goodbye (deutsche Fassung von 'Na Na Hey Hey kiss him goodbye; Interpreten: Steam) 7. Komm wieder, wenn du frei bist 8. Gedanken 9. Wenn ich bei dir bin 10. Diamanten sind für immer 11. Auf Zimmer 4 12. Rad des Glücks |
| 17. April 2000   | Ute Kannenberg Kannenberg on purpose – special appearance Paul Bowles | 1. Intro 2. Some Cats Know 3. A Hard Day's Night 4. Hommage To Paul Bowles – Lonesome Man 5. Hommage To Paul Bowles – Intro + Caravan 6. Intro Angel Eyes 7. Angel Eyes 8. How Insensitive 9. Let’s Face The Music ? 10. Watch What Happens 11. Short Cut 12. The Good Life |

Weitere Alben
- 1974: Die großen Erfolge  (Tanja-Berg-Compilation)
- 1974: Metropolis – Metropolis  (Vocals, Percussion: Ute Kannenberg)
- 1993: Ute Kannenberg / uTe kA. Band – Riff – Pat a cake – LIKK records Prod.-Nr. 9301[14]
- 1996: Cosmopolitan – uTe kA. Band – LIKK records Prod.-Nr. 9502.[15]

### Singles
| Jahr | Titel                                                                     | ZDF-Hitparade    | Anmerkungen |
| ---- | ------------------------------------------------------------------------- | ---------------- | --- |
| 1964 | Besonders in der Nacht                                                    | –                | A: Besonders in der Nacht B: Soho                                                                                    |
| 1965 | Nacht für Nacht                                                           | –                | A: Nacht für Nacht B: Darling, denk daran                                                                            |
| 1970 | Na Na Hey Hey Goodbye                                                     | –                | A: Na Na Hey Hey Goodbye B: ... denn so ist Joe                                                                      |
| 1970 | Kann ich dich denn nie vergessen                                          | 30. Mai 1970     | A: Kann ich dich denn nie vergessen B: Die Antwort ist ja                                                            |
| 1971 | Geh'                                                                      | 23. Januar 1971  | A: Geh' B: Sympathy                                                                                                  |
| 1971 | Wann kommt er zu mir                                                      | 19. Juni 1971    | A: Wann kommt er zu mir B: Eine Herde wilder Pferde                                                                  |
| 1972 | Ich hab' dir nie den Himmel versprochen                                   | 22. Januar 1972  | 2 Versionen mit vertauschten A/B-Seiten A: Ich hab' dir nie den Himmel versprochen B: Komm wieder, wenn du frei bist |
| 1972 | Die nächste Liebe kommt bestimmt                                          | 28. Oktober 1972 | A: Die nächste Liebe kommt bestimmt B: Diamanten sind für immer                                                      |
| 1973 | Das Herz, das du brichst                                                  | 17. März 1973    | A: Das Herz, das du brichst B: Wie die Wege namenloser Orte                                                          |
| 1973 | Vergessen ist leichter gesagt als getan                                   | –                | A: Vergessen ist leichter gesagt als getan B: Der Delinquent                                                         |
| 1975 | Hey Baby, kannst du’s nicht lassen                                        | –                | A: Hey Baby, kannst du’s nicht lassen B: Wir zwei                                                                    |
| 1975 | Denk’ nicht, ich sei ein Teil von dir (Don’t play your Rock’n’Roll to me) | –                | A: Denk’ nicht, ich sei ein Teil von dir (Don’t play your Rock’n’Roll to me) B: Hör doch zu                          |